# Norges-la-Ville
Norges-la-Ville är en kommun i departementet Côte-d'Or i regionen Bourgogne-Franche-Comté i östra Frankrike. Kommunen ligger i kantonen Fontaine-lès-Dijon som tillhör arrondissementet Dijon. År 2022 hade Norges-la-Ville 946 invånare.

## Befolkningsutveckling
Antalet invånare i kommunen Norges-la-Ville
Referens:INSEE